# Ilia Rzaev
Ilia Rzaev, znany także jako Ilias Rezaev (gr. Ηλία Ρζάεβ;ur. 20 października 1990) – grecki zapaśnik walczący w stylu wolnym. Brązowy medalista mistrzostw śródziemnomorskich w 2012 roku.